# Fàbrica de paper (el Catllar)
La Fàbrica de paper és una obra del Catllar (Tarragonès) inclosa a l'Inventari del Patrimoni Arquitectònic de Catalunya.

## Descripció
Conjunt d'edificis de grans proporcions, actualment en ruïnes, amb grans xemeneies.

## Història
La fàbrica de paper està lligada al riu Gaià i a la seva història. Primer fou una fàbrica de paper creada pels comtes de Santa Coloma. El 1842 s'esmenta en l'escriptura de venda dels comtes a Josep Safont: "un molino papelero o fábrica de hacer papel".
Posteriorment passà a ser fàbrica de teixits i més endavant elaborà paper comú, peces de drap per a sacs, borrasses, civaders i altres atuells d'envàs.
Els treballs de la fàbrica varen durar fins a la meitat del segle xx, quan la fàbrica fou abandonada.